# Viva Colonia

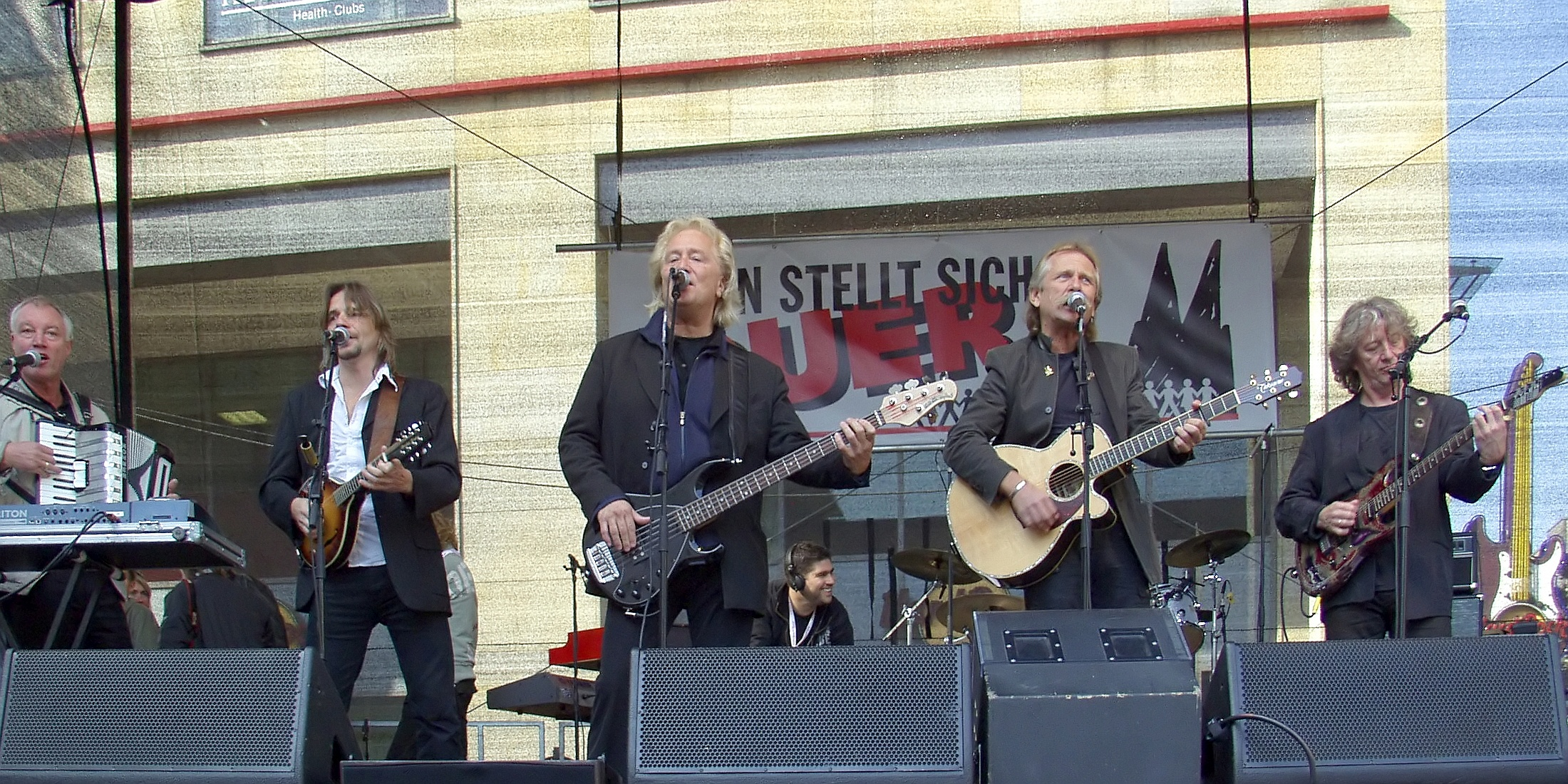
Höhner, 2008

Viva Colonia ist ein Karnevalslied der Kölner Band Höhner, das 2003 veröffentlicht wurde und europaweit bekannt wurde.

## Entstehungsgeschichte
Die Melodie des Liedes Viva Colonia („Es lebe Köln“) beruht auf dem Refrain des gemeinfreien Volkslieds Im Wald, da sind die Räuber und auf einer irischen Volksweise. Der in weiten Teilen auf Kölsch gesungene Text stellt eine Hymne auf die Stadt Köln dar, verbreitet Lokalkolorit über den 1. FC Köln und den KEC sowie über Kölsch, die KVB, den CSD und andere kölsche Eigenheiten und drückt das Kölner Lebensgefühl aus. Das von Hannes Schöner, Peter Werner-Jates, Henning Krautmacher, Ralf Rudnik und Janus Fröhlich geschriebene Lied wurde von Thomas Brück produziert. Der einprägsame, größtenteils hochdeutsche Refrain trug zum Erfolg des Liedes bei: 

„Da simmer dabei, dat is prima! Viva Colonia!

Wir lieben das Leben, die Liebe und die Lust

Wir glauben an den lieben Gott und hab’n noch immer Durst.“

## Veröffentlichung und Erfolg
Die Single Viva Colonia / Ich hab’ 53 Engel wurde im Januar 2003 bei Electrola veröffentlicht, erreichte Platz 20 der deutschen Hitparade und hielt sich dort 53 Wochen. Insgesamt verkauften sich 150.000 Exemplare, womit Viva Colonia einer der meistverkauften deutschen Schlager seit 1975 ist. Das Stück brachte der Gruppe eine Goldene Schallplatte ein. 
Als die Höhner das Lied auf dem Weltjugendtag 2005 präsentierten, gingen manche auswärtige Besucher davon aus, dass es sich um die offizielle Hymne des Jugendtages handele, zumal der Titel Lateinisch sein könne. Für eine Woche belegte das Stück Rang 70 der österreichischen Charts. Das gleichnamige Album wurde im Januar 2004 veröffentlicht. Viva Colonia entwickelte sich zum „Wies’n-Hit“ 2004 und 2005 auf dem Münchner Oktoberfest. Laut einer Erhebung des WDR aus dem Jahr 2011 handelte es sich um das beliebteste Karnevalslied in Nordrhein-Westfalen.

## Coverversionen
Das Stück wurde in acht Sprachen übersetzt, unter anderem auf Niederländisch (Viva Hollandia von Wolter Kroes war im Juni 2008 ein Nummer-eins-Hit in den Niederlanden) und auf Polnisch. Eine bayerische Version der Band Münchner Zwietracht heißt Viva Bavaria; sie wurde 2007 von Anderl Laubert getextet und 2008 auf CD veröffentlicht. Für den Karneval in Hannover wurde das Stück passend als Viva Hannovera umgetextet. Die amerikanische Metal-Band Metallica trat mit dem Lied 2019 bei ihrem Konzert in Köln auf.